# 신의면
신의면(新衣面)은 대한민국 전라남도 신안군 남부에 위치한 신의도와 그 주변의 섬으로 구성된 면이다.

## 개요
신의도는 목포에서 35마일 떨어진 2시간 거리의 작은 섬이다. 인구는 약 1900여 명이고 면적은 33.24 km2이며, 천일염과 왕새우 등의 특산물을 생산한다.

## 연혁
- 삼국 시대 : 백제의 거지산현에 속함.
- 통일 신라 : 압해군의 영속인 안파현에 속함.
- 고려 시대 : 장산현에 속함.
- 조선 시대 : 나주목에 속함.
- 1859년 (고종 32년) : 지도군 하의면에 속함.
- 1914년 : 하의면에 속함.
- 1969년 : 무안군에서 신안군으로 분군되어 신안군에 속함.[2]
- 일자 불명 : 상태도와 하태도가 간척으로 연결되었다.
- 1974년 : 상하태도를 관할로 하의면 신의출장소 설치.
- 1983년 : 진도군 조도면 고평사도리를 편입하면서 신의면으로 승격.[3]

## 행정 구역
| 법정리     | 한자명     | 행정리                                                | 비고            |
| ---------- | ---------- | ----------------------------------------------------- | --------------- |
| 고평사도리 | 高平沙島里 | 고평사도리                                            |                 |
| 상태동리   | 上台東里   | 상태동1리, 상태동2리, 상태동3리                       | 면사무소 소재지 |
| 상태서리   | 上台西里   | 상태서1리, 상태서2리, 상태서3리, 상태서4리, 상태서5리 |                 |
| 하태동리   | 下台東里   | 하태동1리, 하태동2리, 하태동3리                       |                 |
| 하태서리   | 下台西里   | 하태서1리, 하태서2리                                  |                 |

## 부속 도서
- 고평사도리 : 고사도, 평사도, 송도
- 상태서리 : 기도, 대과도, 상죽도, 소과도, 소기도, 하죽도
- 상태서리, 상태동리, 하태서리, 하태동리 : 신의도
- 하태동리 : 과부도, 마도, 안도, 인도, 전도, 지실도, 파장서

## 교통

### 해양
- 여객선 : 목포여객터미널에서 왕복 3회 운행.
- 쾌속선 : 목포여객터미널에서 왕복 2회 운행.

### 간선 도로
| 구분 | 도로 이름 |
| ---- | --- |
| 로   | 신의로, 하의로 |
| 길   | 가락길, 구만길, 기도길, 기동길, 노은길, 동리선착장길, 동면길, 상동길, 상서길, 소장길, 신의고사길, 안산길, 평사길, 하태길 |

## 관광
- 염전수리차
- 황성금리 해수욕장
- 지실도
- 마도

## 특산물
- 천일염
- 대하

## 교육[4]
- 신의초등학교 : 신의면 신의로 710-57
  - 신의국민학교 고사분교 : 신의면 고평사도리 57-2
  - 신의초등학교 기도분교 : 신의면 기도길 6-11
  - 신의초등학교 평사분교 : 신의면 고평사도리 290
  - 신의초등학교 상태분교 : 신의면 안산길 100-15
    - 상태국민학교 송도분실 : 신의면 상태서리 솔섬

  - 신의초등학교 신의남분교 : 신의면 신의로 203-49
    - 신의남국민학교 신암분교 : 신의면 하태길 371-3
- 신안신의중학교 : 신의면 상서길 94

## 사건
- 신안군 염전 섬노예 사건